# Gonomyia perattenuata
Gonomyia perattenuata är en tvåvingeart som beskrevs av Alexander 1976. Gonomyia perattenuata ingår i släktet Gonomyia och familjen småharkrankar.
Artens utbredningsområde är Nigeria. Inga underarter finns listade i Catalogue of Life.